# 琅威理
琅威理（英語：William Metcalfe Lang，1843年8月19日—1906年12月15日），英國皇家海軍軍官，格林威治皇家海軍學院畢業。他曾在護衛艦和運兵船上服役，在砲艇上擔任艦長，之後两度來華担任清朝北洋水师提督衔總監督，1890年因「撤旗事件」辭職。返英後曾任護衛艦、防護巡洋艦和砲塔戰艦艦長，他於1898年8月以上校退役，於1904年2月晉升為退役海軍中將。

## 生平
琅威理在1843年8月19日出生于英国格林威治，1857年就读于格林威治皇家海軍學院，1859年3月毕业后进入英国海军实习，之后一直在海军服役。
1862年，时任清朝政府海关总税务司的英国人李泰国受恭亲王奕䜣委托，前往英国购买军舰。1863年，阿思本率领舰队到达中国，年仅20岁的琅威理也是阿思本舰队的一员。但由于阿思本拒绝接受中方官员的命令，而清政府不承认阿思本的特权，阿思本宣布辞职，带领舰队返回英国。回到英国后，琅威理继续留在海军服役。
1863年9月2日，他在東印度及中國艦隊的俄瑞斯忒斯號護衛艦（1,715噸）上佔海軍上尉缺。1870年4月14日，他在歐朗提斯號運兵船（2,812噸）上擔任上尉。
1873年9月，他擔任蒼鷹號木鐵外殼砲艇（408噸）上尉艦長，支援皇后鎮艦隊的旗艦復仇號戰艦。1875年12月，他晉升為中校。
1877年，清政府向英国阿姆斯特朗公司购买Gamma級砲艇(排水量420噸、一門15吋主砲，兩弦三吋12磅砲各一，暱稱蚊子船)。时任中国海关驻伦敦办事处主任金登幹请琅威理和劳伦斯·庆担任管带（舰长），率领Gamma號、Delta號兩艘砲艇驶往中国:第一册，p489。在砲艇到达中国并移交给清政府后，琅威理并没有立即返回英国，而是接受英国政府的派遣，在香港等处管带战舰:v2，p21。1877年6月9日，他在中國艦隊的鵲號木殼砲艇（774噸）上擔任中校艦長。
1878年，清政府又在英国订购了四艘Epsilon級砲艇(排水量440噸、一門35噸重的15吋前膛砲)。金登幹再次请琅威理担任管带。次年11月，琅威理率领四艘炮艇到天津，经李鸿章等验收，分别命名为“镇北”、“镇南”、“镇东”和“镇西”:第二册，p419。完成任务的琅威理再度返回英国，但这次中国之行却让他在李鸿章心目中留下深刻印象。之前李鸿章曾委托驻英公使曾纪泽为正在编组的北洋海军寻找合适的外籍顾问，琅威理得到海关总税务司赫德、金登幹和英国海军上将古德的强烈推荐。琅威理在华期间，李鸿章几次调阅操演，见琅威理勤干明练，遂商请他回国以后向英帝国海军部告假，来中国工作:v2，p21。1880年4月，他在中國艦隊的紅隼號木鐵船殼砲艇（610噸）上擔任中校艦長。
经过三年的交涉，1882年秋，琅威理来到中国，担任「副提督衔水師總監督」（俗稱总查），职责是管理北洋海军的组织操练、演习和教育，月薪600两白银:第三册，p155。由于陆军出身的提督丁汝昌不懂海战，实际上琅威理肩负起北洋海军日常训练的全部事宜。他治军严明，办事勤勉，在舰队官兵中灌输英国海军的条令，风纪严肃。琅威理对北洋海军的操练倾注了大量心血，表现出很强的职业操守和责任感。而丁汝昌本人也认为：“洋员之在水师最得实益者，琅总查为第一”。北洋水師中流傳著「不怕丁軍門，就怕琅副將」的說法。
1884年6月30日，他晉升為英國海軍上校。1884年8月，中法战争爆发。英国宣布中立，因英国法律规定英国军官不准为交战国服务，同年11月，琅威理辞职回国。
1885年，清政府组建海军衙门，李鸿章电请琅威理回华复职。1886年1月，琅威理重返中国，此时他的月薪已经涨到700两白银。5月，醇亲王奕譞巡查北洋海军时对琅威理的训练实效颇为满意，特授予二等第三宝星勳章并赏给提督衔。7月，琅威理随北洋水师出国访问，8月停靠日本长崎市，由于一些水兵和日本平民和警察发生冲突，长崎事件爆发，北洋水兵5人死亡、44人受伤、5人失踪。琅威理认为此时北洋海军实力远胜对手，力请对日本开战，但李鸿章拒绝了他的要求，以外交模式解決。
1887年3月，琅威理接受李鸿章的派遣，到英国和德国接收“致远”、“经远”、“靖远”、“来远”四艘巡洋艦。他以“靖远”为旗舰，升提督旗指挥，直至抵达厦门与丁汝昌会合。1888年12月17日，清政府组建北洋舰队，以丁汝昌为提督，林泰曾为左翼总兵，刘步蟾为右翼总兵，琅威理则担任副统领。此期间琅威理一直希望全面控制舰队，但清政府并不信任他指挥舰队。舰员对他严厉的规定也颇有怨言，琅威理几度打算辞职回国:第四册，p678，直到1890年3月，矛盾终于激化。
1890年初，北洋舰队停泊香港过冬，2月24日，提督丁汝昌率领部分海军出巡海南。3月6日，旗舰“定远”突然降下提督旗，升起总兵旗。按照《北洋海军章程》，舰队只设一个提督，两个总兵。提督之下，右翼总兵官衔最高。身为右翼总兵的“定远”管带刘步蟾下令升总兵旗，宣示代行指挥舰队。但琅威理认为虽然丁提督離開舰队，但身为副提督的他在舰队中，理应继续升提督旗。刘步蟾不让步，于是琅威理电李鸿章请示。李鸿章暗示北洋舰队規定中只有一个提督，没有所谓的“副职”。6月25日，北洋舰队抵达天津后，丁汝昌和琅威理面见李鸿章，谈及撤旗事件时，李鸿章支持刘步蟾的行动。琅威理对此非常愤慨，当场提出辞职。李鸿章接受了他的辞呈。琅威理返回英国后，宣传他在华受辱的经历，引起轩然大波。英国外交部甚至为此曾考虑撤回在华的所有英籍顾问。11月4日，英国政府拒绝李鸿章另聘英国人担任海军顧问的请求并撤回部分在华雇员，同时宣布不再接纳中国海军学生。

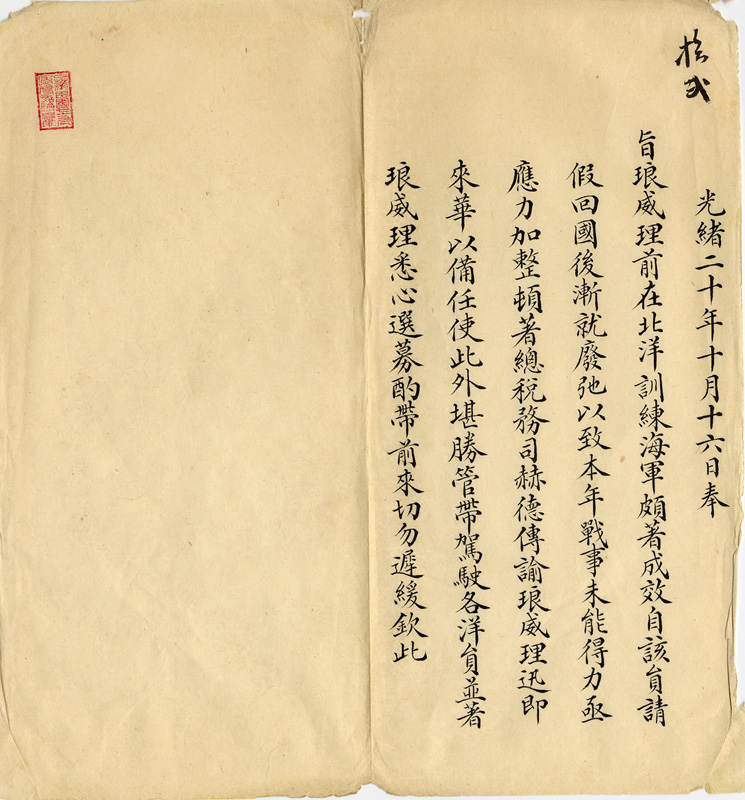
清政府著赫德傳諭琅威理迅即來華詔書

琅威理离开北洋舰队后，舰队训练日益松弛，军纪每况愈下。1894年8月，中日甲午战争爆发，北洋舰队几乎全军覆没。同年11月13日，清政府命赫德传谕琅威理迅即来华，以备任使，并选募洋员，酌带前去中国，琅威理也提出詳細計畫。但在俄國與日本的反對下，英国外交部表示在未得到中国的明确允诺之前，琅威理不能动身来华:第九册，p28。此后，琅威理终未再得到来中国的机会。
琅威理返回英国後，於1891年8月10日擔任英國皇家海軍克麗奧佩脫拉號護衛艦艦長，於1892年3月擔任天狼星號防護巡洋艦艦長，於1894年8月14日擔任蹂躪號戰艦艦長，於1896年12月1日擔任海軍槍炮學校的劍橋號風帆戰艦艦長。
他於1898年8月退役，1899年6月晉升為退役海軍少將，1904年2月晉升為退役海軍中將；1906年12月15日，琅威理在英国逝世:第七册，p1018。

## 外部連結
- 琅威理軍裝照片。 3. 1896年: 313.
- 琅威理在英國皇家海軍的服役紀錄。Name Lang, William Mitcalfe Date of Birth: 19 August 1843 Rank: Retired...（页面存档备份，存于）。The National Archives
- 光緒二十年聖旨「著總稅務司赫德傳諭琅威理迅即來華以備任使」 （页面存档备份，存于）。現藏國立故宮博物院。